# 李俊 (映画監督)
李 俊（り しゅん、拼音仮名転写:リー・チュン、1922年3月2日 - 2013年1月7日）は、中国山西省夏県（現・運城市）出身の映画監督。

## 経歴
1922年、山西省夏県（現・運城市）に生まれる。1937年に日中戦争が勃発した後、八路軍に参加。翌年延安に赴き、抗日軍政大学で学ぶ。1939年に中国共産党に入党し、文芸宣伝活動を行った。1951年に中国人民解放軍八一電影製片廠が設立されるとニュース映画を撮影する。1958年、劇映画の第一作『回民支隊』を監督。1963年にはチベット動乱を題材とした『農奴』を監督する。この映画はプロパガンダ映画であるが、ヌーヴェルヴァーグの影響を受けた映像表現が見られる。文化大革命が始まると批判に遭い、1971年に白洋淀に下放されるが、1973年には呼び戻されて『閃閃的紅星』を監督する。この映画は子供を主人公とした映画で、李の代表作とみなされている。1976年には、江青の主導で1965年に製作が開始されたものの、その後10年以上未完成のままだった映画『南海長城』の監督を引き継ぎ、完成させている。しかし、公開直後に江青が逮捕されたため、すぐに公開中止となった。その後は大作戦争映画『大決戦』三部作などを監督。『大決戦』で金鶏奨の作品賞と監督賞を受賞した。2013年、北京の病院で死去。

## フィルモグラフィー
- 回民支隊 (1958年)
- 友誼 (1959年)
- 農奴 (1963年)
- 分水嶺 (1964年)
- 閃閃的紅星 (1974年)
- 南海長城 (1976年)
- 十月的勝利 (1977年)
- 帰心似箭 (1979年)
- 許茂和他的女児們 (1981年)
- 女教官的報告 (1988年)
- 大決戦（第一部：遼瀋戦役） (1991年)
- 大決戦（第二部：淮海戦役） (1991年)
- 大決戦（第三部：平津戦役） (1992年)
- 禿探与俏妞 (1994年)